# Zir Deh
Zir Deh (em persa: زيرده, também romanizada como Zīr Deh) é uma aldeia do distrito rural de Dehshal, situada no distrito central de Astaneh-ye Ashrafiyeh, na província de Gilan, no Irã. No censo de 2006, sua população era de 19, em 7 famílias.